# Kibichūō
Kibichūō (japanska: 吉備中央町?, Kibichūō-chō) är en landskommun (köping) i Okayama prefektur i Japan.  
Kommunen bildades 2004 genom en sammanslagning av kommunerna Kamogawa och Kayō.